# Danny Torres
Danny Vladimir Torres Ángel (Guazapa, 7 novembre 1987) è un calciatore salvadoregno, centrocampista dell'Alianza San Salvador.